# Lista över fornlämningar i Ronneby kommun (Edestad)
Lista över fornlämningar i Ronneby kommun (Edestad) är en förteckning av ett urval av de fornlämningar som finns i Edestad i Ronneby kommun.
| Namn                       | Lämningstyp                 | Tillkomsttid | Historisk indelning | Plats | Läge                 | ID-nr          | Bild                                      |
| -------------------------- | --------------------------- | ------------ | ------------------- | ----- | -------------------- | -------------- | ----------------------------------------- |
| Edestad 1:1                | Röse                        |              | Edestad, Blekinge   |       | 56.261661, 15.347815 | 10098900010001 | Ladda upp en bild av detta fornminne      |
| Edestad 2:1                | Grav markerad av sten/block |              | Edestad, Blekinge   |       | 56.252379, 15.342647 | 10098900020001 | Ladda upp en till bild av detta fornminne |
| Edestad 2:2                | Grav markerad av sten/block |              | Edestad, Blekinge   |       | 56.252337, 15.342497 | 10098900020002 | Ladda upp en bild av detta fornminne      |
| Edestad 5:1                | Röse                        |              | Edestad, Blekinge   |       | 56.250262, 15.369235 | 10098900050001 | Ladda upp en bild av detta fornminne      |
| Edestad 6:1                | Röse                        |              | Edestad, Blekinge   |       | 56.250661, 15.368457 | 10098900060001 | Ladda upp en bild av detta fornminne      |
| Edestad 7:1                | Röse                        |              | Edestad, Blekinge   |       | 56.250265, 15.368478 | 10098900070001 | Ladda upp en bild av detta fornminne      |
| Edestad 9:1                | Stensättning                |              | Edestad, Blekinge   |       | 56.240349, 15.359248 | 10098900090001 | Ladda upp en bild av detta fornminne      |
| Edestad 11:1               | Stensättning                |              | Edestad, Blekinge   |       | 56.237732, 15.361953 | 10098900110001 | Ladda upp en bild av detta fornminne      |
| Edestad 12:1               | Hällristning                |              | Edestad, Blekinge   |       | 56.221324, 15.364244 | 10098900120001 | Ladda upp en bild av detta fornminne      |
| Edestad 13:1               | Röse                        |              | Edestad, Blekinge   |       | 56.224633, 15.367826 | 10098900130001 | Ladda upp en bild av detta fornminne      |
| Edestad 15:1               | Stensättning                |              | Edestad, Blekinge   |       | 56.217578, 15.354761 | 10098900150001 | Ladda upp en bild av detta fornminne      |
| Edestad 16:1               | Röse                        |              | Edestad, Blekinge   |       | 56.215835, 15.342885 | 10098900160001 | Ladda upp en till bild av detta fornminne |
| Edestad 16:2               | Röse                        |              | Edestad, Blekinge   |       | 56.216102, 15.343014 | 10098900160002 | Ladda upp en bild av detta fornminne      |
| Edestad 18:1               | Röse                        |              | Edestad, Blekinge   |       | 56.218404, 15.342233 | 10098900180001 | Ladda upp en bild av detta fornminne      |
| Edestad 19:1               | Röse                        |              | Edestad, Blekinge   |       | 56.217702, 15.340632 | 10098900190001 | Ladda upp en bild av detta fornminne      |
| Edestad 20:1               | Gravfält                    |              | Edestad, Blekinge   |       | 56.216927, 15.340403 | 10098900200001 | Ladda upp en bild av detta fornminne      |
| Edestad 21:1               | Röse                        |              | Edestad, Blekinge   |       | 56.214362, 15.333514 | 10098900210001 | Ladda upp en bild av detta fornminne      |
| Edestad 22:1               | Stensättning                |              | Edestad, Blekinge   |       | 56.214558, 15.335562 | 10098900220001 | Ladda upp en bild av detta fornminne      |
| Edestad 23:1               | Röse                        |              | Edestad, Blekinge   |       | 56.213610, 15.336443 | 10098900230001 | Ladda upp en bild av detta fornminne      |
| Edestad 24:1               | Stensättning                |              | Edestad, Blekinge   |       | 56.213760, 15.337050 | 10098900240001 | Ladda upp en bild av detta fornminne      |
| Edestad 25:1               | Stensättning                |              | Edestad, Blekinge   |       | 56.208757, 15.332763 | 10098900250001 | Ladda upp en bild av detta fornminne      |
| Edestad 25:2               | Stensättning                |              | Edestad, Blekinge   |       | 56.208718, 15.332574 | 10098900250002 | Ladda upp en bild av detta fornminne      |
| Edestad 25:3               | Stenkrets                   |              | Edestad, Blekinge   |       | 56.208747, 15.332351 | 10098900250003 | Ladda upp en bild av detta fornminne      |
| Edestad 27:1               | Röse                        |              | Edestad, Blekinge   |       | 56.208949, 15.329006 | 10098900270001 | Ladda upp en bild av detta fornminne      |
| Edestad 28:1               | Stensättning                |              | Edestad, Blekinge   |       | 56.212375, 15.330380 | 10098900280001 | Ladda upp en bild av detta fornminne      |
| Edestad 29:1               | Röse                        |              | Edestad, Blekinge   |       | 56.211315, 15.324040 | 10098900290001 | Ladda upp en bild av detta fornminne      |
| Edestad 30:1               | Röse                        |              | Edestad, Blekinge   |       | 56.211592, 15.322288 | 10098900300001 | Ladda upp en bild av detta fornminne      |
| Edestad 31:1               | Röse                        |              | Edestad, Blekinge   |       | 56.206889, 15.329984 | 10098900310001 | Ladda upp en bild av detta fornminne      |
| Edestad 32:1               | Röse                        |              | Edestad, Blekinge   |       | 56.206960, 15.334374 | 10098900320001 | Ladda upp en till bild av detta fornminne |
| Edestad 33:1               | Röse                        |              | Edestad, Blekinge   |       | 56.204665, 15.338535 | 10098900330001 | Ladda upp en bild av detta fornminne      |
| Edestad 33:2               | Stensättning                |              | Edestad, Blekinge   |       | 56.204623, 15.338212 | 10098900330002 | Ladda upp en bild av detta fornminne      |
| Edestad 33:3               | Stensättning                |              | Edestad, Blekinge   |       | 56.204622, 15.337884 | 10098900330003 | Ladda upp en bild av detta fornminne      |
| Edestad 34:1               | Röse                        |              | Edestad, Blekinge   |       | 56.205368, 15.339647 | 10098900340001 | Ladda upp en bild av detta fornminne      |
| Edestad 36:1               | Röse                        |              | Edestad, Blekinge   |       | 56.206447, 15.339217 | 10098900360001 | Ladda upp en bild av detta fornminne      |
| Edestad 39:1               | Stenkrets                   |              | Edestad, Blekinge   |       | 56.208564, 15.341022 | 10098900390001 | Ladda upp en bild av detta fornminne      |
| Edestad 40:1               | Stensättning                |              | Edestad, Blekinge   |       | 56.214636, 15.327141 | 10098900400001 | Ladda upp en bild av detta fornminne      |
| Edestad 40:2               | Stensättning                |              | Edestad, Blekinge   |       | 56.214422, 15.326799 | 10098900400002 | Ladda upp en bild av detta fornminne      |
| Edestad 41:1               | Röse                        |              | Edestad, Blekinge   |       | 56.206302, 15.344999 | 10098900410001 | Ladda upp en bild av detta fornminne      |
| Edestad 42:1               | Röse                        |              | Edestad, Blekinge   |       | 56.206785, 15.343696 | 10098900420001 | Ladda upp en bild av detta fornminne      |
| Edestad 42:2               | Röse                        |              | Edestad, Blekinge   |       | 56.206595, 15.343527 | 10098900420002 | Ladda upp en bild av detta fornminne      |
| Edestad 43:1               | Stensättning                |              | Edestad, Blekinge   |       | 56.206054, 15.343950 | 10098900430001 | Ladda upp en bild av detta fornminne      |
| Edestad 44:1               | Hällristning                |              | Edestad, Blekinge   |       | 56.204355, 15.332607 | 10098900440001 | Ladda upp en bild av detta fornminne      |
| Edestad 47:1               | Stensättning                |              | Edestad, Blekinge   |       | 56.205026, 15.323981 | 10098900470001 | Ladda upp en bild av detta fornminne      |
| Edestad 48:1               | Röse                        |              | Edestad, Blekinge   |       | 56.208026, 15.348346 | 10098900480001 | Ladda upp en bild av detta fornminne      |
| Edestad 50:1               | Hällristning                |              | Edestad, Blekinge   |       | 56.209322, 15.348451 | 10098900500001 | Ladda upp en bild av detta fornminne      |
| Edestad 54:1               | Stenkrets                   |              | Edestad, Blekinge   |       | 56.218187, 15.364427 | 10098900540001 | Ladda upp en bild av detta fornminne      |
| Edestad 55:1               | Röse                        |              | Edestad, Blekinge   |       | 56.205442, 15.368113 | 10098900550001 | Ladda upp en bild av detta fornminne      |
| Edestad 56:1               | Stenkrets                   |              | Edestad, Blekinge   |       | 56.197911, 15.373688 | 10098900560001 | Ladda upp en bild av detta fornminne      |
| Edestad 58:1               | Stensättning                |              | Edestad, Blekinge   |       | 56.209282, 15.352522 | 10098900580001 | Ladda upp en bild av detta fornminne      |
| Edestad 59:1               | Stensättning                |              | Edestad, Blekinge   |       | 56.214606, 15.354763 | 10098900590001 | Ladda upp en bild av detta fornminne      |
| Edestad 60:1               | Stensättning                |              | Edestad, Blekinge   |       | 56.213293, 15.353761 | 10098900600001 | Ladda upp en bild av detta fornminne      |
| Edestad 60:2               | Stensättning                |              | Edestad, Blekinge   |       | 56.213294, 15.354092 | 10098900600002 | Ladda upp en bild av detta fornminne      |
| Edestad 61:1               | Stensättning                |              | Edestad, Blekinge   |       | 56.211348, 15.353566 | 10098900610001 | Ladda upp en bild av detta fornminne      |
| Edestad 63:1               | Röse                        |              | Edestad, Blekinge   |       | 56.201136, 15.346722 | 10098900630001 | Ladda upp en bild av detta fornminne      |
| Edestad 63:2               | Stensättning                |              | Edestad, Blekinge   |       | 56.200829, 15.346125 | 10098900630002 | Ladda upp en bild av detta fornminne      |
| Edestad 63:3               | Stensättning                |              | Edestad, Blekinge   |       | 56.200785, 15.345933 | 10098900630003 | Ladda upp en bild av detta fornminne      |
| Edestad 63:4               | Röse                        |              | Edestad, Blekinge   |       | 56.200582, 15.347026 | 10098900630004 | Ladda upp en bild av detta fornminne      |
| Edestad 64:1               | Röse                        |              | Edestad, Blekinge   |       | 56.199095, 15.347775 | 10098900640001 | Ladda upp en bild av detta fornminne      |
| Edestad 65:1               | Stensättning                |              | Edestad, Blekinge   |       | 56.200328, 15.339173 | 10098900650001 | Ladda upp en bild av detta fornminne      |
| Edestad 65:2               | Stensättning                |              | Edestad, Blekinge   |       | 56.200468, 15.339064 | 10098900650002 | Ladda upp en bild av detta fornminne      |
| Edestad 66:1               | Röse                        |              | Edestad, Blekinge   |       | 56.199699, 15.334609 | 10098900660001 | Ladda upp en bild av detta fornminne      |
| Edestad 68:1               | Stensättning                |              | Edestad, Blekinge   |       | 56.200000, 15.315748 | 10098900680001 | Ladda upp en bild av detta fornminne      |
| Edestad 69:1               | Röse                        |              | Edestad, Blekinge   |       | 56.202681, 15.315983 | 10098900690001 | Ladda upp en bild av detta fornminne      |
| Edestad 71:1               | Stenkrets                   |              | Edestad, Blekinge   |       | 56.200377, 15.325950 | 10098900710001 | Ladda upp en bild av detta fornminne      |
| Edestad 72:1               | Stensättning                |              | Edestad, Blekinge   |       | 56.195447, 15.345247 | 10098900720001 | Ladda upp en bild av detta fornminne      |
| Edestad 72:2               | Stensättning                |              | Edestad, Blekinge   |       | 56.195386, 15.345495 | 10098900720002 | Ladda upp en bild av detta fornminne      |
| Edestad 72:3               | Stensättning                |              | Edestad, Blekinge   |       | 56.195469, 15.345051 | 10098900720003 | Ladda upp en bild av detta fornminne      |
| Edestad 73:1               | Stensättning                |              | Edestad, Blekinge   |       | 56.196384, 15.343779 | 10098900730001 | Ladda upp en bild av detta fornminne      |
| Edestad 73:2               | Stensättning                |              | Edestad, Blekinge   |       | 56.196004, 15.344156 | 10098900730002 | Ladda upp en bild av detta fornminne      |
| Edestad 74:1               | Stensättning                |              | Edestad, Blekinge   |       | 56.195536, 15.345931 | 10098900740001 | Ladda upp en bild av detta fornminne      |
| Borgaberget (Edestad 75:1) | Fornborg                    |              | Edestad, Blekinge   |       | 56.231352, 15.320020 | 10098900750001 | Ladda upp en till bild av detta fornminne |
| Edestad 77:1               | Stensättning                |              | Edestad, Blekinge   |       | 56.190819, 15.334388 | 10098900770001 | Ladda upp en bild av detta fornminne      |
| Edestad 77:2               | Stensättning                |              | Edestad, Blekinge   |       | 56.190816, 15.334228 | 10098900770002 | Ladda upp en bild av detta fornminne      |
| Edestad 77:3               | Stensättning                |              | Edestad, Blekinge   |       | 56.190935, 15.335110 | 10098900770003 | Ladda upp en bild av detta fornminne      |
| Edestad 78:1               | Gravfält                    |              | Edestad, Blekinge   |       | 56.191714, 15.335579 | 10098900780001 | Ladda upp en bild av detta fornminne      |
| Edestad 79:1               | Stensättning                |              | Edestad, Blekinge   |       | 56.188294, 15.313617 | 10098900790001 | Ladda upp en bild av detta fornminne      |
| Edestad 80:1               | Röse                        |              | Edestad, Blekinge   |       | 56.188522, 15.325570 | 10098900800001 | Ladda upp en bild av detta fornminne      |
| Edestad 81:1               | Röse                        |              | Edestad, Blekinge   |       | 56.188036, 15.328692 | 10098900810001 | Ladda upp en bild av detta fornminne      |
| Edestad 82:1               | Röse                        |              | Edestad, Blekinge   |       | 56.189280, 15.326890 | 10098900820001 | Ladda upp en bild av detta fornminne      |
| Edestad 84:1               | Grav markerad av sten/block |              | Edestad, Blekinge   |       | 56.192171, 15.331591 | 10098900840001 | Ladda upp en bild av detta fornminne      |
| Edestad 85:1               | Röse                        |              | Edestad, Blekinge   |       | 56.191981, 15.330409 | 10098900850001 | Ladda upp en bild av detta fornminne      |
| Edestad 85:2               | Stensättning                |              | Edestad, Blekinge   |       | 56.191672, 15.330524 | 10098900850002 | Ladda upp en bild av detta fornminne      |
| Edestad 85:3               | Grav markerad av sten/block |              | Edestad, Blekinge   |       | 56.191527, 15.330230 | 10098900850003 | Ladda upp en bild av detta fornminne      |
| Edestad 86:1               | Gravfält                    |              | Edestad, Blekinge   |       | 56.191206, 15.332397 | 10098900860001 | Ladda upp en till bild av detta fornminne |
| Edestad 87:1               | Grav markerad av sten/block |              | Edestad, Blekinge   |       | 56.191613, 15.331031 | 10098900870001 | Ladda upp en bild av detta fornminne      |
| Edestad 88:1               | Stensättning                |              | Edestad, Blekinge   |       | 56.195008, 15.356562 | 10098900880001 | Ladda upp en bild av detta fornminne      |
| Edestad 89:1               | Gravfält                    |              | Edestad, Blekinge   |       | 56.194764, 15.368301 | 10098900890001 | Ladda upp en bild av detta fornminne      |
| Edestad 90:1               | Begravningsplats            |              | Edestad, Blekinge   |       | 56.197104, 15.371231 | 10098900900001 | Ladda upp en bild av detta fornminne      |
| Edestad 91:1               | Grav markerad av sten/block |              | Edestad, Blekinge   |       | 56.194232, 15.365133 | 10098900910001 | Ladda upp en bild av detta fornminne      |
| Edestad 91:2               | Grav markerad av sten/block |              | Edestad, Blekinge   |       | 56.194224, 15.365623 | 10098900910002 | Ladda upp en bild av detta fornminne      |
| Edestad 93:1               | Grav markerad av sten/block |              | Edestad, Blekinge   |       | 56.193701, 15.362888 | 10098900930001 | Ladda upp en bild av detta fornminne      |
| Edestad 93:2               | Grav markerad av sten/block |              | Edestad, Blekinge   |       | 56.193669, 15.362734 | 10098900930002 | Ladda upp en bild av detta fornminne      |
| Edestad 94:1               | Stensättning                |              | Edestad, Blekinge   |       | 56.193191, 15.362838 | 10098900940001 | Ladda upp en bild av detta fornminne      |
| Edestad 94:2               | Stensättning                |              | Edestad, Blekinge   |       | 56.193189, 15.363031 | 10098900940002 | Ladda upp en bild av detta fornminne      |
| Edestad 96:1               | Begravningsplats            |              | Edestad, Blekinge   |       | 56.150756, 15.303961 | 10098900960001 | Ladda upp en bild av detta fornminne      |
| Edestad 97:1               | Gravfält                    |              | Edestad, Blekinge   |       | 56.151175, 15.300707 | 10098900970001 | Ladda upp en bild av detta fornminne      |
| Edestad 98:1               | Röse                        |              | Edestad, Blekinge   |       | 56.148882, 15.302476 | 10098900980001 | Ladda upp en bild av detta fornminne      |
| Edestad 99:1               | Hällristning                |              | Edestad, Blekinge   |       | 56.198479, 15.323172 | 10098900990001 | Ladda upp en bild av detta fornminne      |
| Edestad 125                | Röse                        |              | Edestad, Blekinge   |       | 56.219297, 15.329808 | 12000000054512 | Ladda upp en bild av detta fornminne      |
| Edestad 162                | Fiskeläge                   |              | Edestad, Blekinge   |       | 56.150619, 15.298024 | 12000000056619 | Ladda upp en bild av detta fornminne      |
| Edestad 179                | Stensättning                |              | Edestad, Blekinge   |       | 56.193034, 15.340819 | 12000000099713 | Ladda upp en bild av detta fornminne      |
| Edestad 208                | Röse                        |              | Edestad, Blekinge   |       | 56.262781, 15.335519 | 12000000100947 | Ladda upp en bild av detta fornminne      |
| Edestad 222                | Stensättning                |              | Edestad, Blekinge   |       | 56.211895, 15.312960 | 12000000102170 | Ladda upp en bild av detta fornminne      |
| Edestad 235                | Stensättning                |              | Edestad, Blekinge   |       | 56.218600, 15.370757 | 12000000115183 | Ladda upp en bild av detta fornminne      |
| Edestad 237                | Röse                        |              | Edestad, Blekinge   |       | 56.224293, 15.369499 | 12000000115189 | Ladda upp en bild av detta fornminne      |
| Edestad 239                | Stensättning                |              | Edestad, Blekinge   |       | 56.201057, 15.346517 | 12000000115216 | Ladda upp en bild av detta fornminne      |
| Edestad 241                | Stensättning                |              | Edestad, Blekinge   |       | 56.200150, 15.337907 | 12000000115218 | Ladda upp en bild av detta fornminne      |
| Edestad 242                | Stensättning                |              | Edestad, Blekinge   |       | 56.201017, 15.346637 | 12000000115219 | Ladda upp en bild av detta fornminne      |
| Edestad 244                | Stensättning                |              | Edestad, Blekinge   |       | 56.199097, 15.348705 | 12000000115221 | Ladda upp en bild av detta fornminne      |
| Edestad 245                | Stensättning                |              | Edestad, Blekinge   |       | 56.227267, 15.370270 | 12000000115222 | Ladda upp en bild av detta fornminne      |
| Edestad 248                | Stensättning                |              | Edestad, Blekinge   |       | 56.212332, 15.330300 | 12000000115225 | Ladda upp en bild av detta fornminne      |
| Edestad 250                | Stensättning                |              | Edestad, Blekinge   |       | 56.224318, 15.369993 | 12000000115227 | Ladda upp en bild av detta fornminne      |
| Edestad 251                | Stensättning                |              | Edestad, Blekinge   |       | 56.211773, 15.327742 | 12000000115228 | Ladda upp en bild av detta fornminne      |
| Edestad 252                | Röse                        |              | Edestad, Blekinge   |       | 56.206120, 15.346910 | 12000000115759 | Ladda upp en bild av detta fornminne      |
| Edestad 253                | Hällristning                |              | Edestad, Blekinge   |       | 56.199993, 15.326917 | 12000000115761 | Ladda upp en bild av detta fornminne      |
| Edestad 257                | Stensättning                |              | Edestad, Blekinge   |       | 56.210252, 15.337192 | 12000000115773 | Ladda upp en bild av detta fornminne      |
| Edestad 260                | Stensättning                |              | Edestad, Blekinge   |       | 56.211773, 15.327742 | 12000000115780 | Ladda upp en bild av detta fornminne      |
| Edestad 261                | Stensättning                |              | Edestad, Blekinge   |       | 56.227267, 15.370270 | 12000000115781 | Ladda upp en bild av detta fornminne      |
| Edestad 263                | Stensättning                |              | Edestad, Blekinge   |       | 56.224318, 15.369993 | 12000000115785 | Ladda upp en bild av detta fornminne      |
| Edestad 269                | Stensättning                |              | Edestad, Blekinge   |       | 56.210212, 15.322227 | 12000000119929 | Ladda upp en bild av detta fornminne      |
| Edestad 270                | Stensättning                |              | Edestad, Blekinge   |       | 56.214923, 15.333303 | 12000000119930 | Ladda upp en bild av detta fornminne      |